# Tierre Brown
Tierre Kinte Brown (Iowa, 3 giugno 1979) è un ex cestista statunitense.

## Palmarès
- Campione NBDL (2006)
- NBDL MVP (2004)
- 2 volte All-NBDL First Team (2003, 2004)